# 理夏德·卡乔罗夫斯基
理夏德·卡乔罗夫斯基（波蘭語：Ryszard Kaczorowski，發音：[ˈrɨʂart kat͡ʂɔˈrɔfskʲi] ⓘ；1919年11月26日—2010年4月10日），波兰政治人物，1989年至1990年间任波兰流亡政府最后一任总统。1990年，他将波兰共和国全部法统象征交给了新当选波兰总统莱赫·瓦文萨。2010年4月10日，他在乘图-154准备前往俄罗斯参加卡廷惨案70周年纪念的途中，因2010年波兰空军图-154坠机事件而遇难。